# Joanne Harris
Joanne Harris (n. 3 de julio de 1964; Barnsley, Inglaterra, Reino Unido) es una escritora británica, conocida por su novela Chocolat publicada en 1999 y que al año siguiente fue la base de una película con el nombre de la novela.

## Biografía
Harris nació en la ciudad de Barnsley, en el condado de Yorkshire, es descendiente de madre francesa y de padre inglés que eran profesores de idioma y de literatura en una escuela primaria local.
El primer idioma que Harris aprendió a hablar fue el francés, lo que causaría divisiones en su familia inglesa donde nadie hablaba francés y en su familia francesa ya que nadie hablaba inglés y ambas familias tenían historias y tradiciones turbulentas.[cita requerida]

### Comienzos
Harris empieza a escribir a una edad temprana, y es influenciada fuertemente por Cuentos de la infancia y del hogar, los libros publicados de Charles Perrault, el folklore y la mitología nórdica. Concurre al Wakefield Girls' High School, Barnsley Sixth Form College y Saint Catharine's College donde estudió acerca de las lenguas medievales y modernas.
Después de un año decidió ser cantante, pero no tuvo éxito, se había descrito como «estar atrapada en una película de Terry Gilliam»  se formó como maestra en la Universidad de Sheffield y durante quince años enseñó lenguas modernas, principalmente en Leeds Grammar School, una escuela independiente para niños en Yorkshire, también enseñó en la Universidad de Sheffield dando conferencias sobre aspectos de la literatura y el cine francés. Durante este período trabajó en una serie de proyectos de libros; The Evil Seed, Sleep, Pale Sister y Chocolat que se publicaron mientras ella todavía enseñaba.

## Libros publicados
Su primera novela fue The Evil Seed, que publicó en 1989, pero no tuvo tanto éxito, en 1993 publicó su segunda novela titulada; Sleep, Pale Sister, donde muestra la forma en que su estilo se desarrolla desde el horror-pastiche hasta la historia literaria de fantasmas. Después de seis años, en 1999, publica su cuarta novela con el título Chocolat que está ambientada en la región francesa de Gers, y que trata sobre una madre joven y soltera que llega a una aldea francesa de Lansquenet-sous-Tannes junta con su hija de 6 años llamada Anouk, donde abre una chocolatería, este libro alcanzó el puesto 1 en la lista de bestsellers del Sunday Times. El libro ganó el Premio Libertad Creativa en 1999 y fue seleccionado para los Costa Books Awards de ese mismo año. 

## Temas recurrentes
Algunos de los temas recurrentes de Harris son cuestiones de identidad, relaciones de madre a hijo, la resonancia emocional de la comida, la magia y el horror de las cosas cotidianas, lo extraño en la comunidad, la fe y la superstición, y la alegría de los pequeños placeres. Ella ha hablado en contra del sexismo arraigado en el campo literario, y ha discutido cómo teje una crítica de las actitudes sexistas en su ficción:

For too long, women have been judged primarily on their looks rather than their abilities, and, even now – in a world in which we can hardly move for political correctness – men and women are still viewed slightly differently in the world of music, literature and the creative arts. There is a patronizing smirk from the world of literature when a woman writes a romantic novel; but when a man does the same thing, he is being sensitive and insightful, making a valuable statement on the nature of relationships. In Runemarks, the same thing happens; a boy who reads is intelligent and will go a long way; a girl who reads is “clever”, which is useless in a girl – even potentially dangerous
Durante demasiado tiempo, las mujeres han sido juzgadas principalmente por su apariencia y no por sus habilidades, e incluso ahora, en un mundo en el que apenas podemos movernos por la corrección política, los hombres y las mujeres todavía son vistos de manera ligeramente diferente en el mundo de la música, la literatura y las artes creativas. Hay una sonrisa condescendiente del mundo de la literatura cuando una mujer escribe una novela romántica; pero cuando un hombre hace lo mismo, está siendo sensible y perspicaz, haciendo una declaración valiosa sobre la naturaleza de las relaciones. En Runemarks, sucede lo mismo; un niño que lee es inteligente y recorrerá un largo camino; una niña que lee es "inteligente", lo cual es inútil en una niña, incluso potencialmente peligrosa.
Entrevista del blog de mitología nórdica con Joanne Harris

Su estilo de escritura se centra en los sentidos, especialmente los del gusto y el olfato. Esto puede deberse al hecho de que Harris tiene una forma de sinestesia, en la que experimenta los colores como olores.

## Premios y distinciones
- Chocolat: Premio a la libertad creativa (2000); Premio Whittaker de Oro (2001). Seleccionado: Premio Whitbread a la Novela del Año (2000), Premio Scripter (2001); versión cinematográfica nominada para 8 BAFTA y 5 Oscars.  Premio Whittaker Platinum (2012).
- Vino Blackberry : 2000 Ganador de las categorías Extranjera e Internacional del Salon du Livre Gourmand (Francia).
- Cinco cuartos de la naranja : preseleccionada: Novela de ARN del año 2002; Autor del año 2002; Premio WHSmith 2002 (Reino Unido).
- The French Kitchen : (un libro de cocina con Fran Warde): 2005 Ganador del Golden Ladle al mejor libro de recetas (tapa blanda) en los World Food Media Awards.
- Gentlemen & Players : preseleccionados para el Premio Edgar, 2007 (EE. UU.)  y el Grand Prix du Polar de Cognac (Francia).
- Flavors of Childhood : (una pieza coescrita para la serie Radio 4 First Taste con el poeta Sean O'Brien) Ganador del Premio Glenfiddich, 2006.

### Distinciones
| Distinción                  | Año  |
| --------------------------- | ---- |
| Orden del Imperio Británico | 2013 |

En el 2013, Harris fue galardonada con la medalla de la Orden del Imperio Británico en el grado de Miembro (MBE), en la Lista de Honores de Cumpleaños de la Reina.